# Mi-22 (航空機)
Mi-22(ミル22；ロシア語:Ми-22ミー・ドゥヴァッツァーチ・ドゥヴァー)は、ソ連のミル設計局が設計した「空中指揮所（コマンドポスト）」(Воздушный командный пунктヴァズドゥーシヌィ・カマーンドヌイ・プーンクト)である。大型輸送ヘリコプターのMi-6Aの派生型として開発された。

## 概要
1970年代初頭、ミル設計局はMi-6AYa(Mi-6AJa；Ми-6АЯミー・シェースチ・アヤー)またはMi-6VzPU(Ми-6ВзПУ)と呼ばれる機体を立案した。これらは、陸軍協同部隊または空軍部隊として空中で直接に戦闘指揮の行う能力を与えられていた。完成した機体は1973年に初飛行を行い、1975年にMi-22として部隊配備された。

## 性能･主要諸元(Mi-22)
- 主回転翼直径： 35.00 m
- テールローター直径： 6.30 m
- 全長： 33.18 m
- 全高： 9.86 m
- 空虚重量： 27,240 kg
- 通常離陸重量： 40,500 kg
- 最大離陸重量： 44,000 kg
- 内部積載燃料： 6,315 kg + オプション 3,490 kg
- 発動機： 2GTD PNPP アヴィアドヴィガーテリ(ソロヴィヨーフ)製 D-25V（TV-2BV）
- 出力： 2 × 4,100 kW
- 超過禁止速度： 304 km/h
- 巡航速度： 250 km/h
- 限界航続距離： 1,270 km
- 実用航続距離： 620 km
- 上昇率： 310 m/min
- 実用上昇限度： 4,500 m
- ホバリング上昇限度： 2,500 m
- 乗員： 5名
- 積載量： 40名まで